# Аньелли, Джованни
Джованни Аньелли (итал. Giovanni Agnelli; 13 августа 1866, Виллар-Пероза — 16 декабря 1945) — итальянский промышленник первой половины XX века, основатель автомобильного концерна «Fiat».
Один из богатейших и влиятельнейших людей планеты в первой половине XX века.

## Молодость
Родился в семье Эдоардо Аньелли и Анисеты Фрисетти, в маленьком пьемонтском городке Виллар-Пероза. Его отец, мэр Виллар-Перозы, умер в 40 лет, когда Джованни было только пять лет.
Учился в Колледжо Сан Джузеппе в Турине. Поступил на военную службу, которую проходил до 1893 года. После возвратился в родной город, где пошёл по стопам своего отца и стал мэром в 1895 году, и был им до своей смерти. Аньелли слышал об изобретении нового, безлошадного средства передвижения, и видел в этом возможность в применении своих технических и предпринимательских навыков. В 1898 году, он встретился с графом Эмануэле Брикеразьо (ит.), который искал инвесторов для своего проекта безлошадного средства передвижения; Аньелли посчитал возможным поучаствовать в этом.

## Карьера
1 июля 1899 года он был в составе группы, основавшей автомобильную фабрику в Турине, получившую известность как ФИАТ. За долю акций, которые в наше время оцениваются в миллиарды евро, в 1899 году он заплатил $400. Год спустя, он был управляющим директором новой компании, а в 1920 году стал её председателем.
Первый завод ФИАТ открылся в 1900 году. Он состоял из 35 сотрудников, собиравших 24 автомобиля. Технический персонал ФИАТ был известен своим талантом и творческим потенциалом, и это помогло компании к 1903 году получить маленькую прибыль и произвести 135 автомобилей, а к 1906 году уже 1149 автомобилей. Компания получила известность и выставила через Миланскую фондовую биржу свои акции на продажу. Аньелли начал приобретать все акции, увеличивая свою долю, несмотря на скандалы и трудовые споры.
После Первой мировой войны компания поднялась с 30-го на 3-е место среди итальянских промышленных компаний. Первый завод Форда был открыт спустя четыре года после того, как Фиат был основан, и Аньелли посещал это предприятие несколько раз и делился различного рода практикой, которой он обладал.
В 1923 году Аньелли добавил в свою коллекцию футбольный клуб, им стал Ювентус, управление которым он полностью передал своему сыну Эдоардо. В том же 1923 году Аньелли был избран Сенатором, и достиг множества других престижных позиций в период между двумя мировыми войнами. Однако главным интересом для него оставался ФИАТ, который он стремился вывести на международную арену. Он занимался управлением Фиатом в начале Второй мировой войны, но умер вскоре после того, как она закончилась в 1945 году, в возрасте 79 лет.